# Werner Eberlein

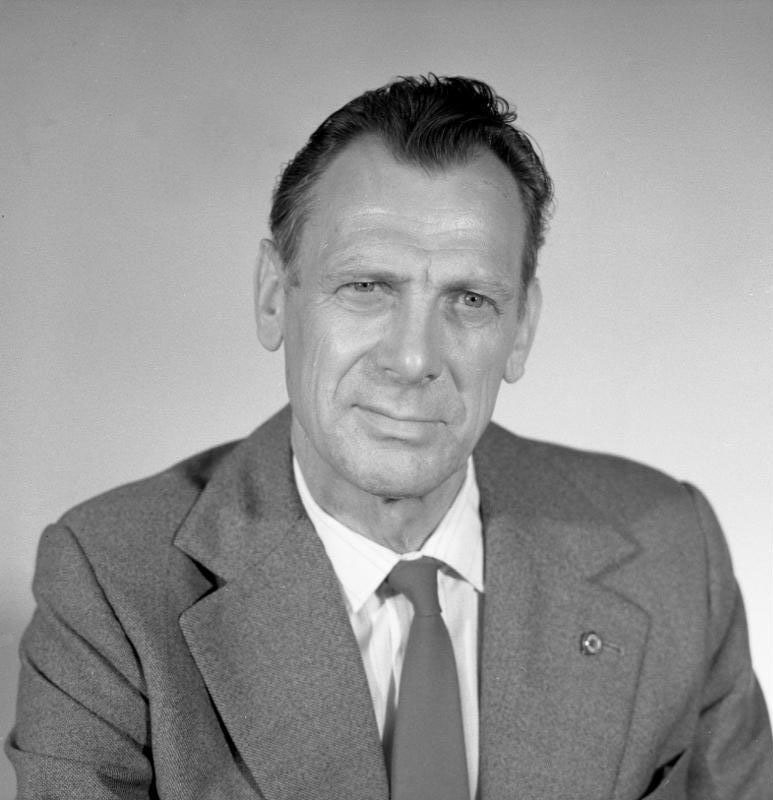
Werner Eberlein (1983)

Werner Eberlein (* 9. November 1919 in Mariendorf; † 11. Oktober 2002 in Berlin) war ein deutscher SED-Funktionär. Bekannt wurde er in der DDR als  Russisch-Chefdolmetscher für Walter Ulbricht. Von 1986 bis 1989 war er Mitglied im  SED-Politbüro. 

## Leben

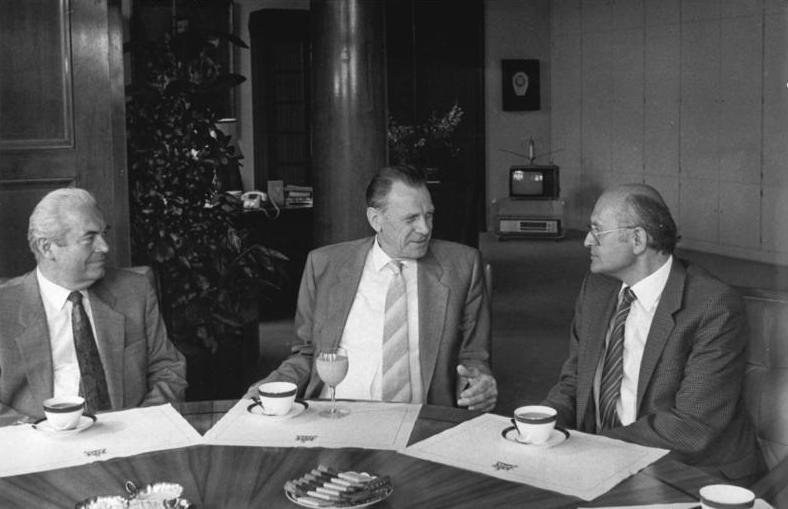
Eberlein (Mitte) und Ewald Moldt (links) zu Besuch bei Herbert Schmalstieg in Hannover (1987)

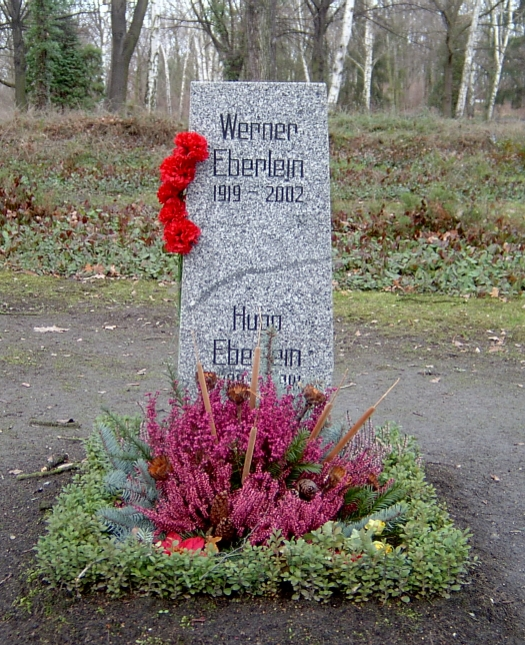
Grabstein für Hugo und Werner Eberlein (2007)

Er war der Sohn von Hugo Eberlein, der Ende 1918 die Kommunistische Partei Deutschlands (KPD) mitbegründete, ab Herbst 1936 nach einer Inhaftierung in Frankreich in Moskau im Exil lebte und dort, wie viele andere deutsche Emigranten in der Sowjetunion, dem Großen Terror des Stalin-Regimes zum Opfer fiel. Werner Eberlein musste 1934 zu seiner Stiefmutter Inna Armand (der Tochter Inessa Armands) in die Sowjetunion emigrieren. Auch er verbrachte acht Jahre – als „Wolodja“ – in Sibirien in der Verbannung und kehrte erst 1948 nach Deutschland zurück. 
In der Deutschen Demokratischen Republik wurde er unter Staats- und Parteichef Walter Ulbricht Russisch-Chefdolmetscher und so durch zahlreiche Fernsehauftritte allgemein bekannt („Chruschtschows Stimme“), da er die emotionale Sprechweise des sowjetischen Parteichefs auch ins Deutsche übertrug. „Der Lange“ war durch seinen hohen Wuchs nicht zu übersehen, bekannt war auch sein sprühender Humor. Seit 1960 war Eberlein Mitarbeiter im Zentralkomitee der SED, davon von 1964 bis 1983 stellvertretender Abteilungsleiter der ZK-Abteilung Kader. 
1983 wurde er, nun schon fast im Rentenalter, überraschend 1. Sekretär der SED-Bezirksleitung Magdeburg und übte diese Funktion bis 1989 aus. Von 1986 bis 1989 war er Mitglied im Politbüro der SED, dem faktisch höchsten Führungsgremium in der DDR, was wohl mit seiner Freundschaft zu Generalsekretär Erich Honecker und der Tatsache zu tun hatte, dass der Bezirk Magdeburg wegen seiner langen Westgrenze zur Bundesrepublik politisch besonders wichtig war. Kurzzeitig war er Ende 1989 Vorsitzender der Zentralen Parteikontrollkommission der SED-PDS. Zuletzt gehörte er dem Ältestenrat der PDS an.
Eberlein starb an einem Herzinfarkt. Seine Urne und die seiner Frau Erika (1920–2019) wurden in der Gräberanlage für Opfer des Faschismus und Verfolgte des Naziregimes  auf dem Berliner Zentralfriedhof Friedrichsfelde beigesetzt, wo auch seines Vaters Hugo Eberlein gedacht wird.
Er war ein Halbbruder des Journalisten Klaus Huhn.

## Schriften
- Ansichten, Einsichten, Aussichten, Berlin 1994
- Begegnungen, Berlin 1999
- Geboren am 9. November. Erinnerungen, Berlin 2000
- Hrsg., Auskünfte über Erich Honecker, Berlin 2002
- Disput mit Lesern, Berlin 2002